# Hofzüge unter Napoleon III.

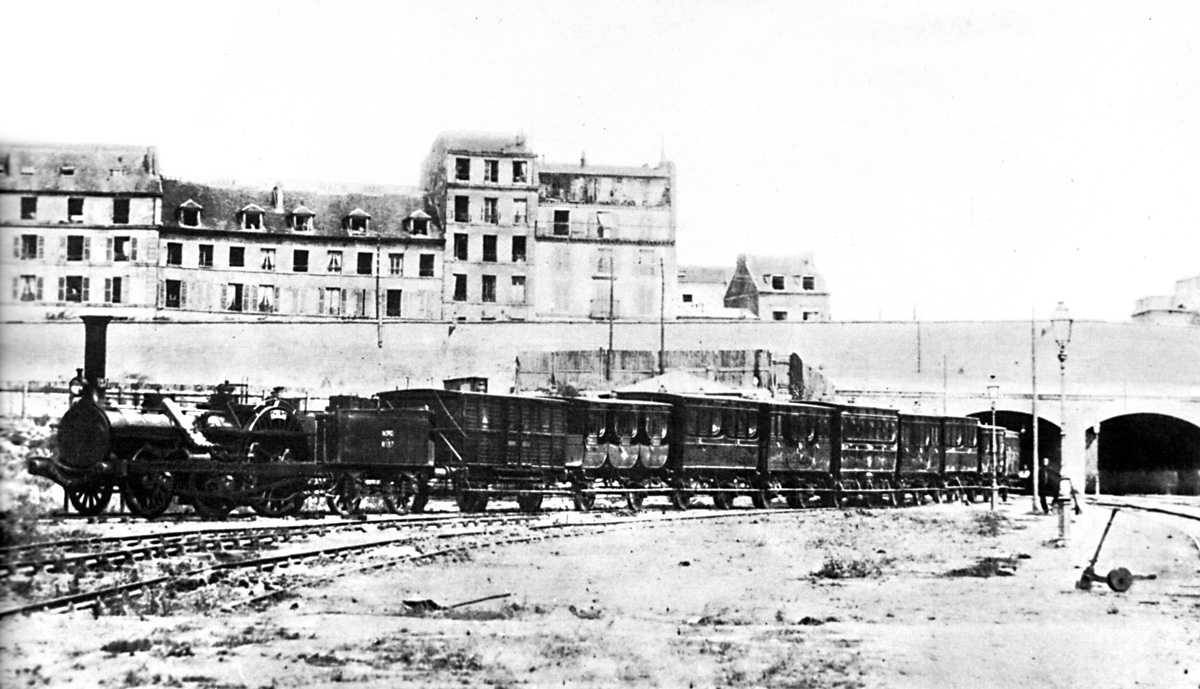
Hofzug der NORD, 1853

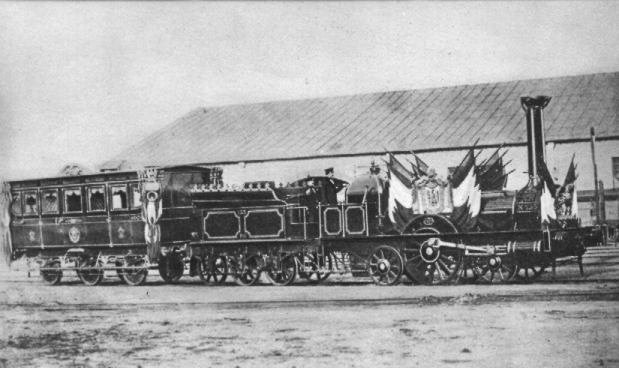
Sonderzug der P.O. für Napoleon III. als Präsident der 2. Republik

Die Hofzüge unter Napoleon III. (Präsident: 1848–1852, Kaiser: 1852–1871) waren Eisenbahnzüge, die Napoleon III. und seine Familie während seiner Regierungszeit als französische Staatszüge nutzten.

## Vorgeschichte
Als Königin Maria Amalia, Frau des Königs Louis-Philippe I. (1830–1848), 1837 die erste von Paris ausgehende Eisenbahnstrecke, die Bahnstrecke Paris-Saint-Lazare–Saint-Germain-en-Laye, bis Le Pecq eröffnete, gab es noch keinen Salonwagen. Sie fuhr in einem Personenwagen, der für den öffentlichen Verkehr gebaut worden war. Noch unter der Regentschaft von Louis-Philippe I. wurde aber auch ein erster Salonwagen für den König gebaut, und Napoleon (III.) nutzte schon als Präsident der Zweiten Republik 1848 bis 1852 die Eisenbahn und Sonderzüge (siehe Abbildung).

## Kaiserreich
Das französische Eisenbahnnetz entstand im Wesentlichen durch sechs große, private Eisenbahngesellschaften, die von Paris aus ihr Netz in die unterschiedlichen Landesteile entwickelten. Jede dieser großen Eisenbahngesellschaften stellte im Laufe der Zeit einen eigenen Hofzug für Napoleon III. in Dienst. Die zahlreichen Bahnstrecken, die unter seiner Regierung entstanden, eröffnete er oft selbst mit einem dieser Züge. Zu den einzelnen Zügen liegen unterschiedlich dichte Informationen vor.
- Schon 1853 stellte die Compagnie des chemins de fer du Nord dem Kaiser einen Hofzug zur Verfügung (siehe Abbildung).

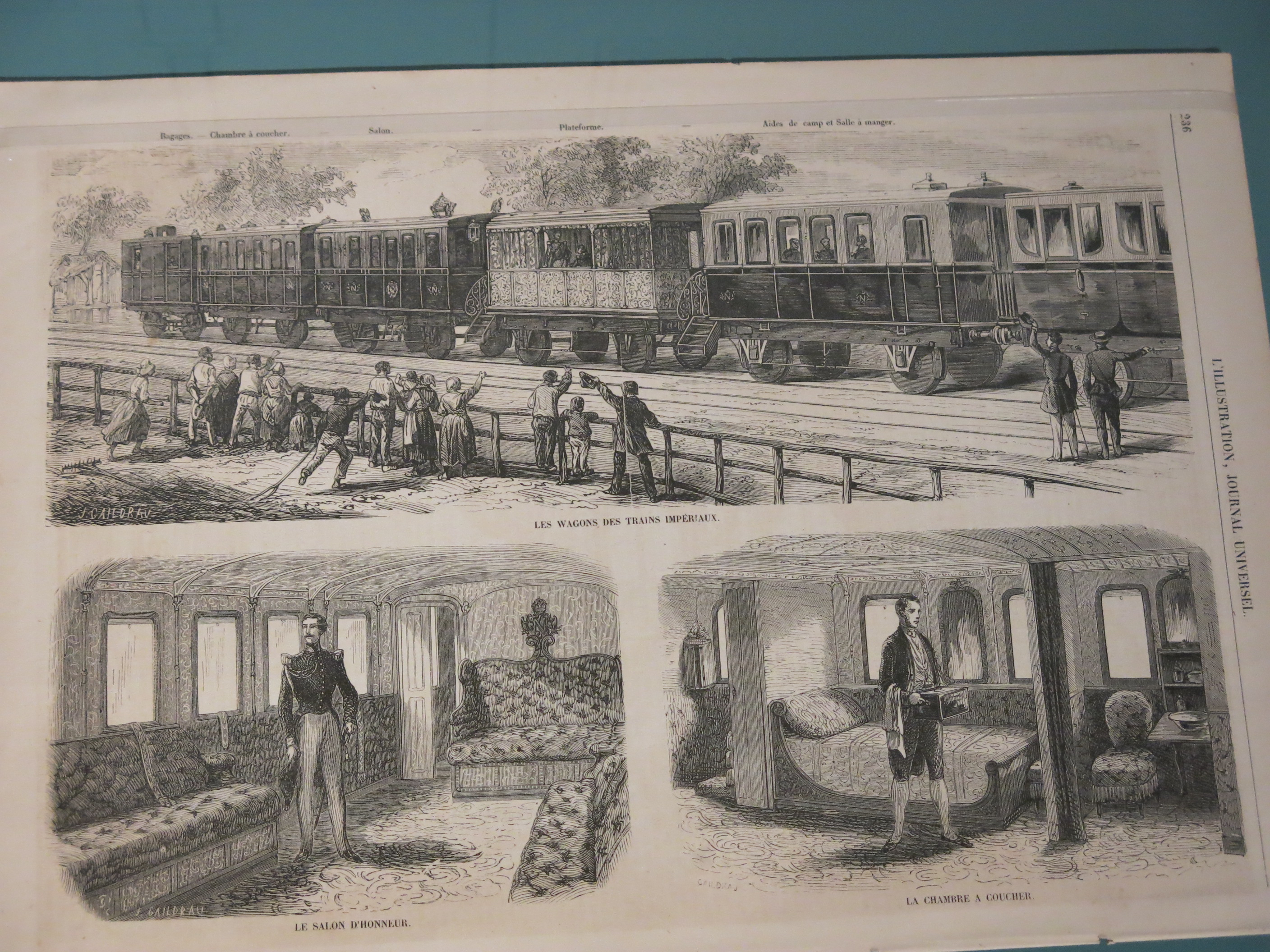
Illustration zum Zug der P.O. in einer zeitgenössischen Darstellung

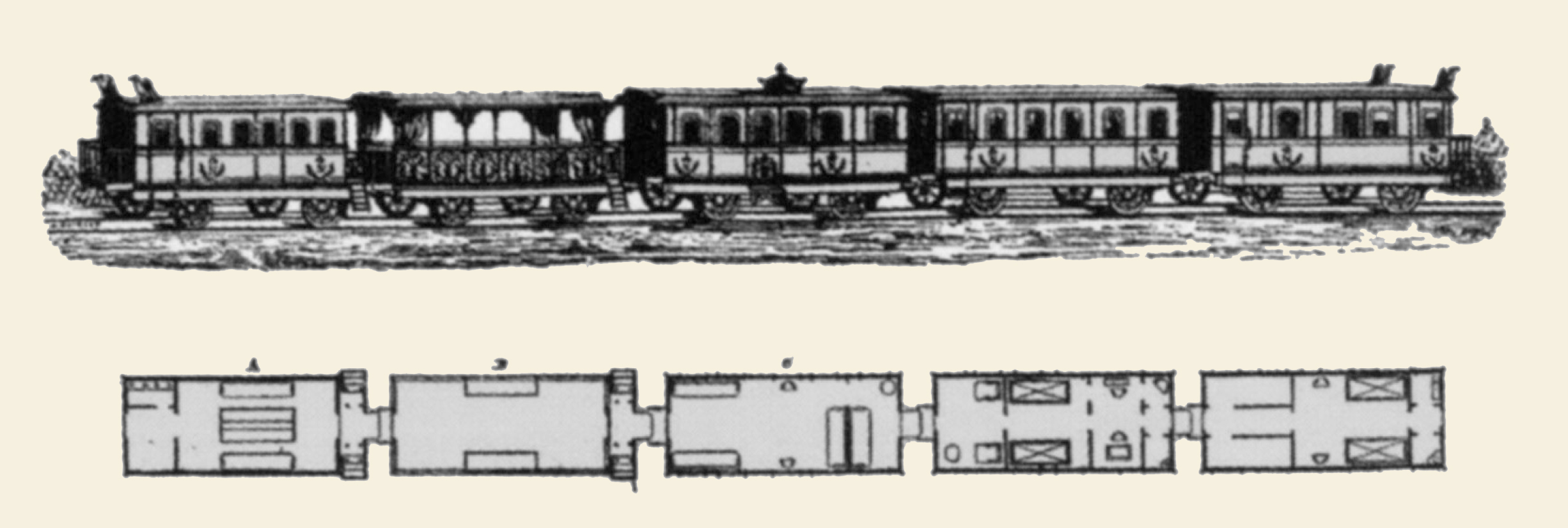
Zug der P.O. für Napoleon III.

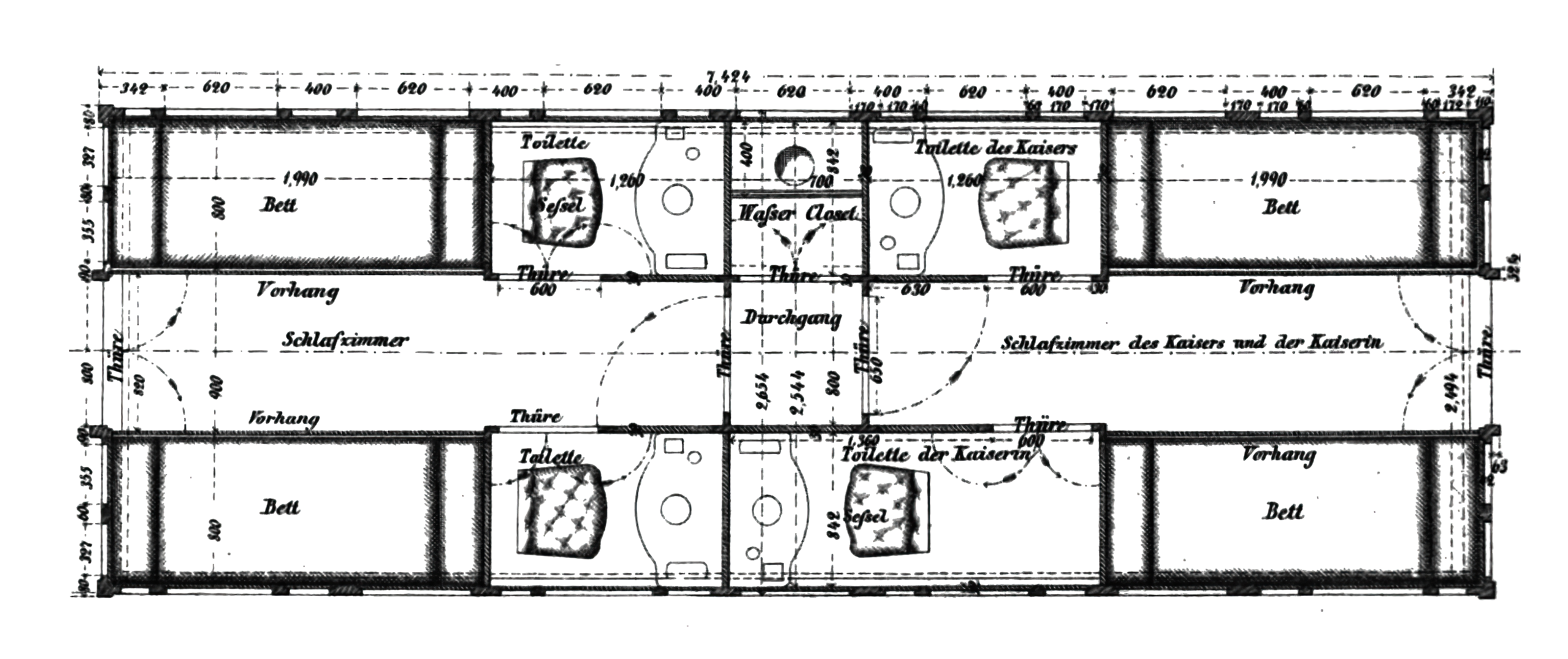
Schlafwagen der EST für das Kaiserpaar

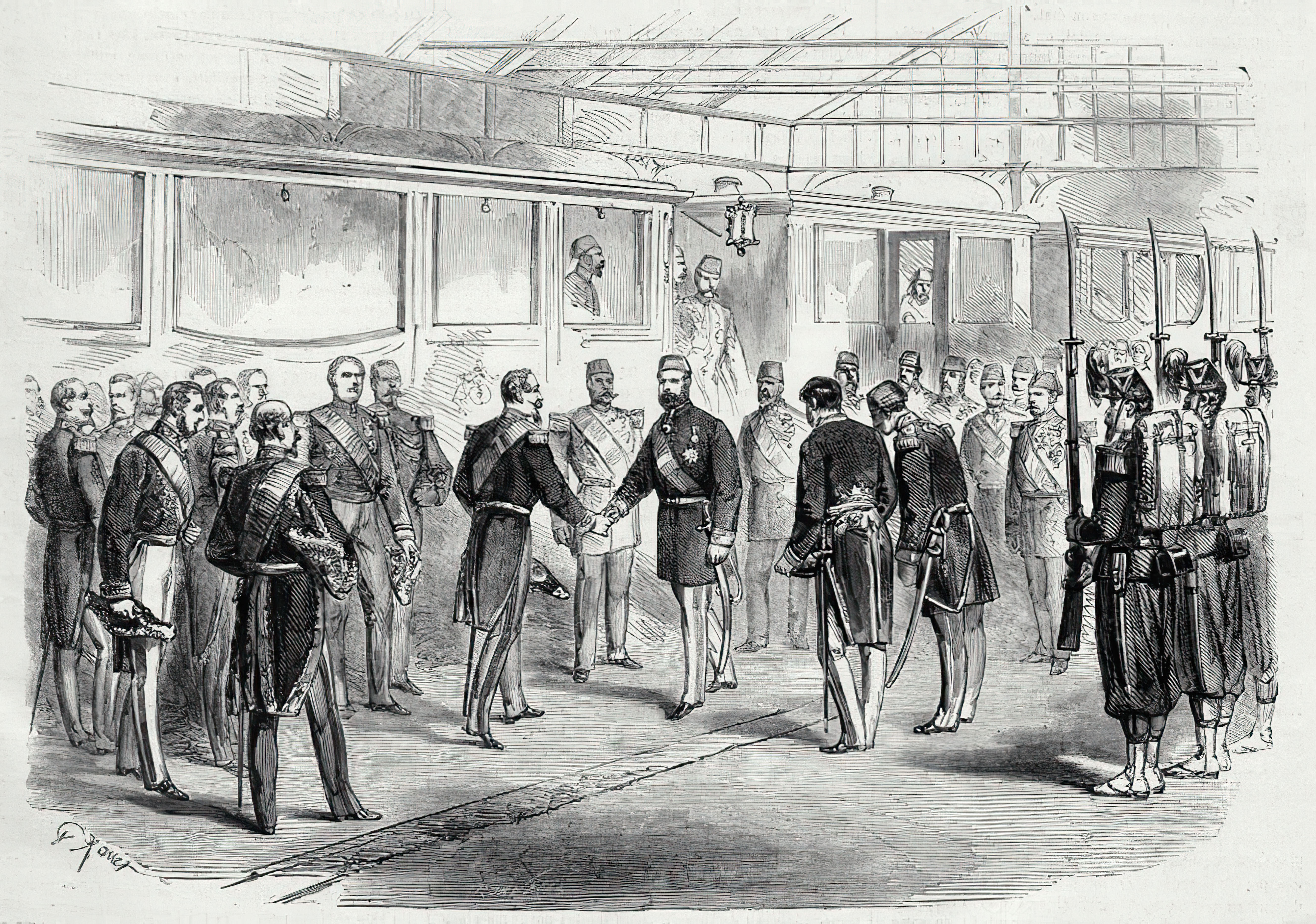
Empfang von Kalif-Sultan Abdülaziz auf dem Gare de Lyon in Paris durch Kaiser Napoleon III. am 30. Juni 1867; Hofzug im Hintergrund

- 1856 nahm die Compagnie du chemin de fer de Paris à Orléans ihren kaiserlichen Hofzug in Betrieb. Konstruiert hatte ihn der Ingenieur Camille Polonceau, die Ausstattung gestaltete Eugène Viollet-le-Duc. Der Zug führte ausschließlich zweiachsige Wagen, die oben blau und unten rot lackiert und einheitlich 7,58 m lang waren. Griffe, Beleuchtungskörper, Wappen, Signet des Kaisers und die Zierleisten waren in vergoldeter Bronze ausgeführt. Der Zug bestand aus:[3]
  - Packwagen, der wie bei solchen Staatszügen üblich auch als Schutzwagen zwischen Lokomotive und den übrigen Waggons eingefügt war,
  - Speisewagen für das Gefolge. Das Fahrzeug ist heute unter der Bezeichnung Salonwagen No 6 im Eisenbahnmuseum Mülhausen (Cité du train) museal erhalten.
  - Terrassenwagen
  - Wagen mit einem großen und einem kleinen Salon
  - Damen-Salonwagen
  - Schlafwagen für das Kaiserpaar
  - Packwagen

Der Zug wurde nach dem Zusammenbruch des Kaiserreichs 1870 außer Betrieb gestellt, einzelne Fahrzeuge aber weiterverwendet.
- 1858 wurde durch die Chemins de fer de l’Est der Betrieb ihres kaiserlichen Hofzugs aufgenommen. Die Fahrzeuge waren einheitlich zweifarbig lackiert, und auch hier waren Griffe, Beleuchtungskörper, Wappen, Signet des Kaisers und die Zierleisten aus vergoldeter Bronze. Der Zug bestand aus neun zweiachsigen Wagen, die miteinander durch Übergänge verbunden waren. Ursprünglich bestand er aus mindestens fünf Wagen:[2]
  - Packwagen mit erhöhtem Zugführerabteil
  - Salonwagen der Kaiserin
  - Schlafwagen für das Kaiserpaar. Eine Besonderheit dieses Fahrzeuges war, dass es keine Außentüren hatte und nur über die angekuppelten Wagen betreten werden konnte.
  - Salonwagen des Kaisers
  - Terrassenwagen
  - Speisewagen für das Gefolge
  - Zwei Abteilwagen 1. Klasse für das Gefolge
  - Packwagen

Gelegentlich wurden an die Züge zusätzliche Güterwagen angehängt, wenn die Garderobe der Kaiserin zu umfangreich war.
Über die Hofzüge der einzelnen großen französischen Bahngesellschaften hinaus gab es
- einen um 1860 gebauten Salonwagen für den Kronprinzen Napoléon Eugène Louis Bonaparte[7] und
- seit 1861 einen eigenen Hofzug für Kaiserin Eugénie, der – mehrfach ergänzt – schließlich auf 21 zwei- und dreiachsige Wagen anwuchs und wegen der enormen Länge ein großes Problem im Eisenbahnbetrieb darstellte, besonders wenn er irgendwo abzustellen war.[2] Neben den 19 Personenwagen führte der Zug zwei Packwagen. Im Salonwagen der Kaiserin dominierte roter Satin, die Vorhänge bestanden aus blauem Damast und die Achsbuchsen waren vergoldet.[8] Die Kaiserin nutzte den Zug unter anderem für die Anreise zu Kuraufenthalten in Bad Schwalbach, nach Baden-Baden und zu einem Treffen mit Kaiserin Elisabeth von Österreich-Ungarn 1867 in Salzburg.[6] Nach dem Sturz der Monarchie in Frankreich in Folge des Deutsch-Französischen Kriegs war der Zug in Frankreich überflüssig und wurde zwischen 1871 und 1875 an Zarin Marija Alexandrowna verkauft.[8]

## Blechspielzeug-Modell

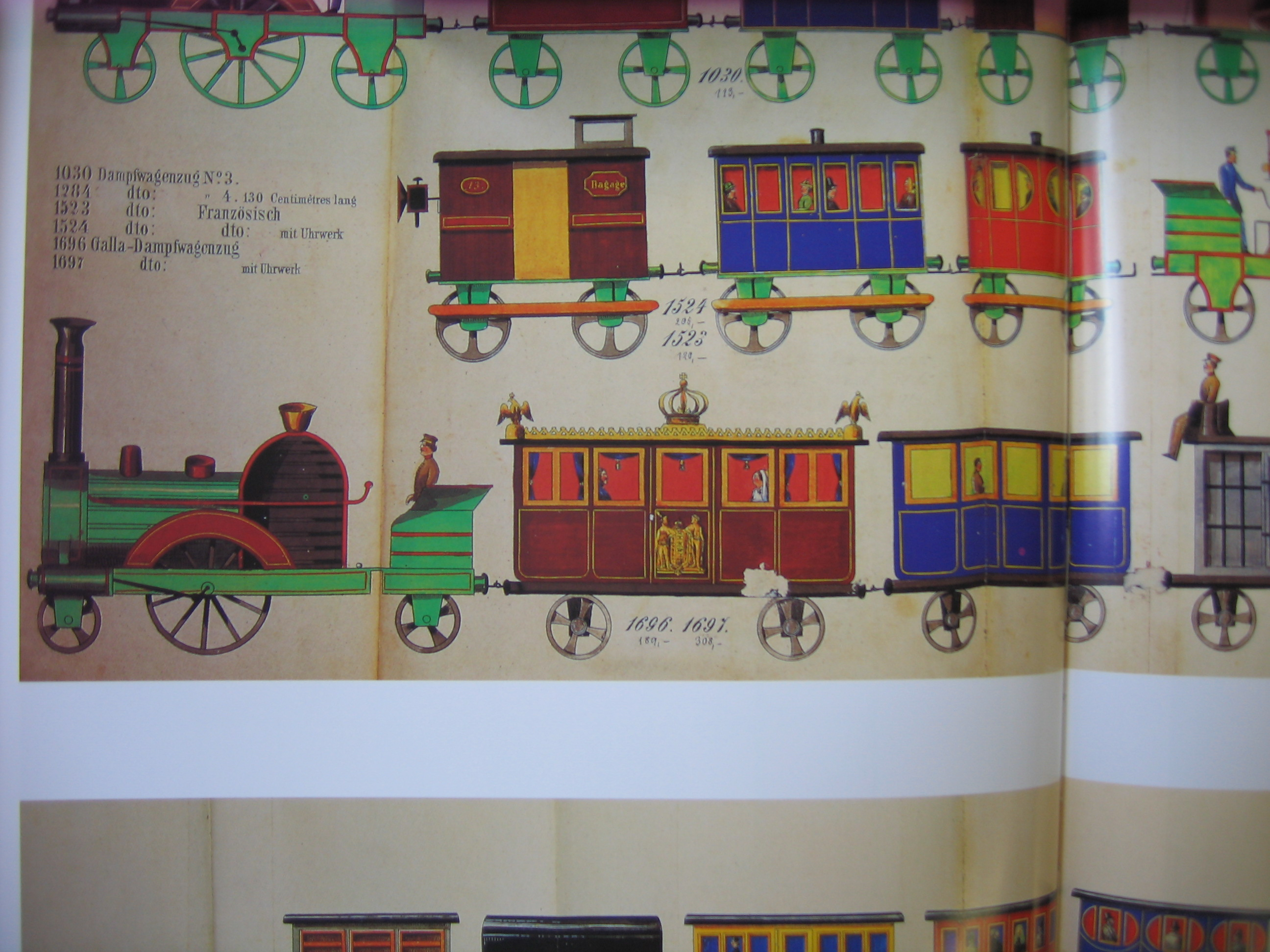
Zeichnung für ein Blechspielzeug-Modell: Salonwagen Napoleons III. aus den Musterbüchern von Rock & Graner

In einem Musterbuch des Blechspielzeug-Herstellers Rock & Graner ist ein sehr frühes, entsprechendes Modell eines Salonwagens Napoleon III. abgebildet.